# Ievguenia Prokhorova
Pour les articles homonymes, voir Prokhorova.
Ievguenia Filipovna Prokhorova (en russe : Евгения Филипповна Прохорова) est une aviatrice soviétique, né le 19 novembre 1912 à Znamianka (Empire russe, aujourd'hui en Ukraine) et décédée le 3 décembre 1942. Elle était pilote de chasse au sein du 586e régiment de chasse aérienne au cours de la Seconde Guerre mondiale.

## Biographie

### Avant la Guerre
Ievguenia Prokhorova, Raïssa Beliaïeva et Valeria Khomiakova constituaient une patrouille de voltige aérienne très connue dont Ievguenia était le leader. Elles faisaient des démonstrations aériennes devant des milliers de personnes à Moscou, sur l'aérodrome de Touchino.
Le site de la Fédération aéronautique internationale mentionne deux records attribués à Ievguenia Prokhorova en 1940 sur planeur, respectivement le 19 et le 26 juin 1940 :
- Record de distance en ligne droite avec une arrivée préétablie, sur un planeur de classe D1 (monoplace), catégorie féminine : 343,018 kilomètres entre Toula et Oboïan, en Union soviétique[3]. Record établi avec un Rot Front-7 (ru), surpassant largement le record de sa compatriote E. Zelenkova (195,185 km)[4].
- Record de gain d'altitude sur un planeur de classe D1 (monoplace), catégorie féminine : 3 385 mètres[5]. Record établi avec un Rot Front-7, à Toula, surpassant le record d'E. Zelenkova (2 071 m)[6].

### Pendant la Guerre
À partir de 1941, Ievguenia Prokhorova, alors instructrice, devient l'une des premières pilotes de chasse au sein du 586 IAP, elle est d'ailleurs temporairement commandante du régiment de décembre 1941 à mars 1942, avant de céder la place à Tamara Kazarinova. Par la suite elle est nommée commandante du second escadron. Valeria Khomiakova est son adjointe.